# Espace protestant Théodore-Monod
L'espace protestant Théodore-Monod, est un temple protestant situé 22 rue Romain Rolland à Vaulx-en-Velin, dans le Rhône. La paroisse est membre de l'Église protestante unie de France.

## Histoire
Le temple est construit en 2008 par l'architecte Christophe Mégard. Le culte de dédicace est le 12 octobre 2008. Le temple est nommé en l'honneur du naturaliste, explorateur, érudit et humaniste français Théodore Monod. Il est situé dans le quartier de la Soie, en plein bouleversement urbain.
Il est la propriété de l'Église protestante unie de Lyon. Des cultes y sont célébrés tous les dimanches à 10h30 (sauf l'été en juillet/août).

## Architecture
L'architecte a privilégié le bois dans pour cette construction. Le bâtiment est d'une surface de 800 m2 et comprend une salle de culte modulable de 150 à 300 places.
Sur le terrain ont été aussi construits deux presbytères et des locaux pour le groupe local scout des Éclaireuses et Éclaireurs unionistes de France. 